# 菲利普·斯諾登
菲利普·斯诺登，第一代斯诺登子爵，PC（Philip Snowden, 1st Viscount Snowden，1864年7月18日—1937年5月15日）為19世紀后期至20世紀中期聯合王國工黨籍政治家。斯諾登因其谴责资本主义的不道德以及对社会主义式乌托邦的建設承诺而在英國工会中廣受欢迎。他也是首位工黨黨籍的财政大臣，於1924年、1929年至1931年期间擔當該職。他在1931年因在政治上的理念與工黨產生間隙，隨後被開除黨籍并被中央斥為“叛徒”，因爲該年斯諾登支持的國民政府聯盟（為應對英國經濟大蕭條時期的跨黨聯盟，由保守黨、自由黨及國民工黨等左右翼黨派組成）以壓倒性優勢擊潰工黨從而贏得選舉執政。在聯合政府上臺后，内維爾·張伯倫接替斯諾登為財政大臣。

## 生平

### 早年生活
斯诺登出生於约克郡西区考林，其父约翰·斯诺登是位織布工。約翰最初的政治立場為憲政主义支持者，但之後又傾向格萊斯頓的自由主义。斯诺登在他後來的自传中曾就父親對其的影響写道：「...我就是在这种激进的氛围中长大的，从那时起，我就汲取了自那以来一直所坚持的政治和社会原则」儘管父母和姐妹們都在伊克恩肖工厂做紡織工，但他并沒有走上和家人相同的道路；在就讀於当地的寄宿学校並順利畢業后（在那幾個學期裏他接受了校長私人的拉丁語和法語教育），斯諾登選擇留任成爲学生教师（二十世紀初期的一種培訓制度，相當於教師學徒）。在15岁时，他成爲了伯恩利一家保险公司的書記官。 在担任書記官的七年裏，他學習并通过了英國公务员入职考试；在1886年，他就職成为利物浦税务局的基層職員。斯诺登隨後曾被調往苏格兰附近的岗位，之後又被派遣至德文郡。
1891年8月，27岁的斯诺登在德文郡因駕駛事故導致背部及腰部严重受伤，更致使腰部以下全部瘫痪；但他并沒有因此對人生感到絕望，反而用了兩年的時間進行復建並依靠拄拐得以重新行走。在那起事故发生后，他的工作并沒有因此被取代，稅務局一直爲他保留著這份職位以期望他痊癒後能繼續回來工作；但由於從此留下隱疾使處理公務時縂有諸多不便，所以他最終還是决定辞去公务员职务。在考林母親家養病的那段期間，他開始研讀社會主義理論及其歷史脈絡。

### 政治生涯

#### 初入政壇
斯诺登隨後加入自由党，並隨父母受洗成爲衛理宗教徒。在獨立工党於1893年布拉德福德成立后，斯諾登受考林自由主義俱乐部邀請發表一篇关于“社会主义之危害”的演讲。然而在其為演講研究社會主義其本質的过程中，斯诺登反而被这种意识形态所深深折服。於是他在1899年加入了位於基斯利的工黨执行委员会，并在1903至1906年间被推舉為該黨黨魁。他也被認爲是該黨著名的演講者；如在1903年与同黨籍的凯尔·哈第共同撰寫了一本名为《即将到來的基督》宣傳基督教社會主義的小冊子，此書一經出版就引起了社會大眾的廣汎回響。在其激烈的言辭聲中總是帶有統計數據和聖經福音相關的主題，并以這些主題将“资本主义的邪惡所導致的現狀”与“對社会主义道德與建立经济乌托邦而帶來的未來”进行对比。他還谴责当地纺织公司的高管是“寄生在英國人民身上的水蛭及寄生蟲”。他在1898年创办了《基斯利工黨杂志》 以谴责奢侈浪費、官僚主義和腐败問題。然而他對於當時盛行的工會運動并不熱衷，因爲他認爲當時的英國工會只關注工資問題，但在總體的社會議題上過於“保守”。1902年他把獨立工黨黨址搬遷至利兹作爲新據點，並以探討政治及腐败问题作為演講者在英国各處舉辦巡回演讲，并在许多工人阶级刊物上開設自己的联合专栏並發表了一些文章。當他在1906年当选為布莱克本選區的工黨议员时，他已和拉姆齊·麥克唐納、凯尔·哈第、阿诺德·鲁普顿并列為當時最知名的社會主義代表人物。
斯诺登于1905年和争取妇女选举权的运动者艾德·安纳金结婚。作爲一名社會主義者，他在女權方面始終支持妻子的理想，並为各類女权运动和其他社會運動獻出了數篇演講稿。

#### 議員生涯
斯诺登在1902年3月西约克郡韦克菲尔德选区議席补选中曾參選下議院議員，但最終以40%的得票率惜敗。在1906年他再次參選布萊克本選取下議員並成功當選。當他正式走上政壇后，他仍熱衷於写作及發表針對社會問題之演讲；其著作主要内容為提倡比执政的自由党的更加激进政策。他甚至设计了自己的 "社会主义预算"与大卫·劳合·乔治在1909年所提出的 "國民预算 "分庭抗禮。1914年8月時值第一次世界大战，當時的菲利普正在澳大利亚进行全球巡回演讲；直至1915年2月才回到英国。他并非是一个和平主义者；但他也並不支持英國軍隊招募軍隊的政策，还參與了反对征兵的社會运动。也由於他的立场不受公众欢迎，致使他在1918年英國大选中失去了議員席位。直到4年後的1922年才重新当选为科恩河谷選區的下議院議員。

1906年劳工代表委员会时期（工党前身）领导人，菲利普·斯诺登为前左边首位

#### 入閣成爲財相
1924年1月，拉姆齊·麥克唐納帶領工黨贏得同年大選官拜首相后，菲利普·斯诺登被任命为其內閣的财政大臣，并在枢密院宣誓就职。他是工黨有史以來首位財政大臣。在他第一届的財政预算編排中，斯诺登降低茶叶、咖啡、可可、菊苣和糖的等日常消遣物的关税；并减少军备开支，为议会住房（廉價房屋設立）提供基礎預算。但他没有实施资本税。斯诺登声称，由于他的財政政策使工人阶级消费食品的关税下降，“在很大程度上滿足了工人階級所珍视免费早餐表的激进思想”。他坚信政府预算均衡的道德性，以严格的经济政策限制避免鋪張浪費，為國家財政造成負擔。他同時也了解當前失业問題的嚴重性，但看法与許多人认为擴大補貼是应对失业方法的看法不同；他雖身為社會主義者，但不總是排斥自由主義政策，例如在失業問題上就比較偏向自由主義財政。對此，A·J·P·泰勒曾對其諷刺道：「（他的預算）只会让格萊斯頓的那顆不再跳動的心脏高兴地再次跳動」（格萊斯頓為前自由黨首相，當時已於1898年過世）。在他的第一任期的预算支出構想中；政府將拨出3,800万英镑用于降低食品税，为寡妇引入养老金并將養老金的最低年龄限制降低至65岁。然而在工党政府执政期间，这些政策中只有食品關稅方面得到实现。

#### 作爲反對派
斯诺登在1917年至1920年第二次担任獨立工黨主席，但他于1927年退出獨立工黨，因为斯诺登认为工党正在“从改革社会主义…逐渐转变到激進的革命社会主义”。他反对凯恩斯主义经济学，認爲这些思想只是为無用的赤字支出提供理由而非解決問題。他還批评了該思想在自由黨於1929年英國大選宣言“我们可以征服失业”中提供理論支持。

#### 第二届財相任期
在工党於1929年大選中獲勝得以繼續單獨執政后，斯诺登再次被任命为財政大臣。他在這届任期中所秉持的经济理念是嚴謹的格莱斯顿式自由主义而非社会主义。斯諾登的官方传记作者写道：“...因他是在一种视借贷为罪惡、视自由贸易为繁荣的基本要素的氛围中成長的”。在当时，他被认为是該届政府应对經濟大萧条而采取任何激进经济政策的主要反对者，尤其阻止關於引入保护主义关税的任何提案。在少数内閣成員拒绝削减失业救济金的情况下，本届工黨政府最终因预算赤字爭議而垮台。

#### 下野
斯诺登之後在1931年英國大選支持國民内閣政府，他因此与麦克唐纳和吉米·托马斯被工黨開除黨籍；但他仍繼續留任財政大臣。他在1931年10月16日英国广播公司的广播節目中斥責工党的政策就是 "疯狂的布尔什维克主义"，并将其与他自己堅稱的“理智的、進步的社会主义 ”进行不利对比以駁斥其理念。斯诺登隨後因健康問題及同工黨在政治理念上的分歧，在1931年11月的國會选举期間宣佈不會競選連任。然而這可能也是個明智的選擇，因為在那次選舉，工党遭遇空前大敗，議會席位从原先的288席毀滅性地降至52席。 同年，斯諾登完成前列腺手術，其健康状况随之下降。

### 晚年

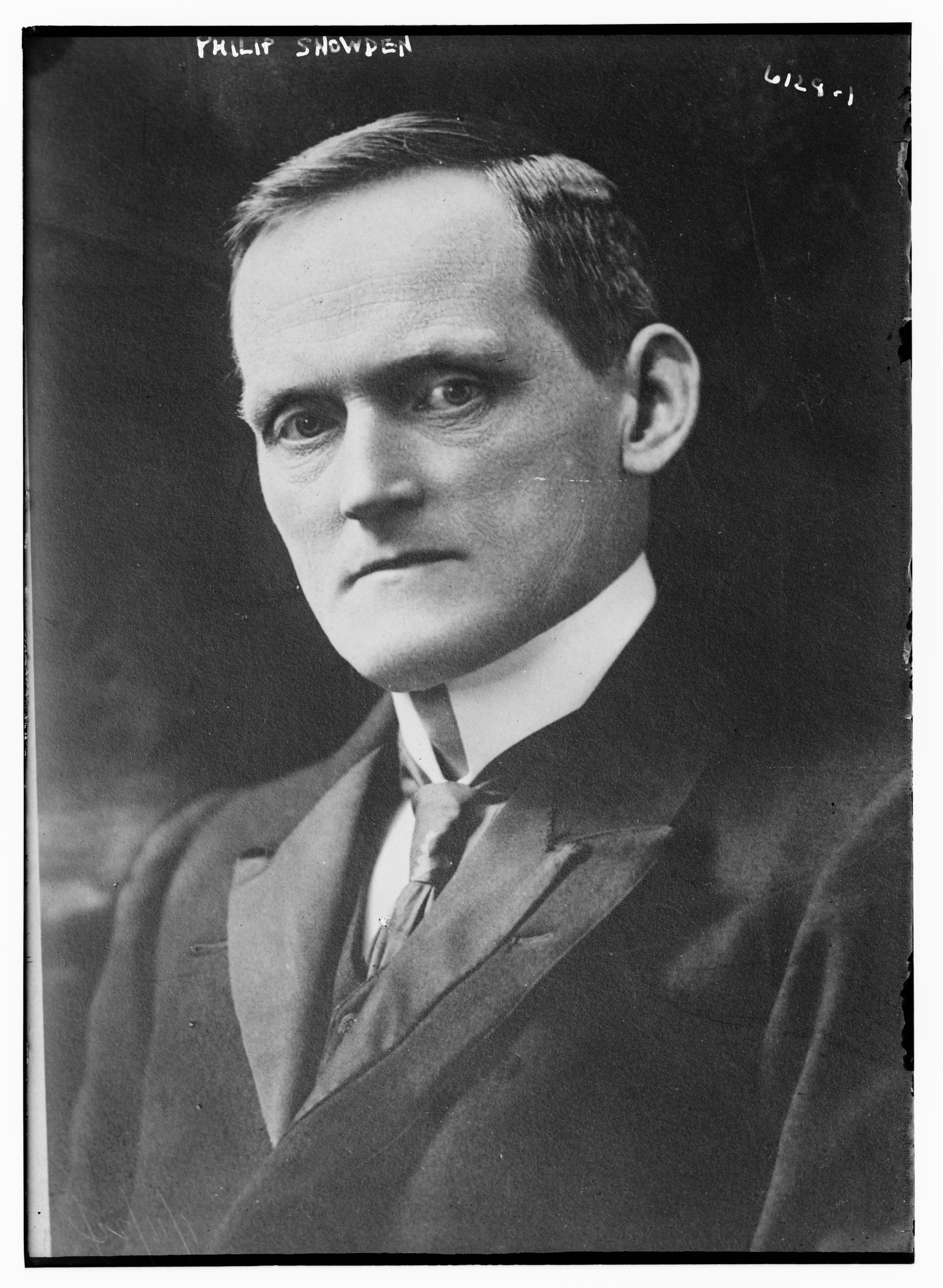
晚年的菲利普·斯諾登

在1931年國會解散同時舉辦的授勛儀式中，菲利普被國王喬治五世封为“约克郡西区伊科恩肖的斯诺登子爵”以表彰他多年為應對國家財政開支作出的貢獻， 并在1931年至1932年擔當国民政府内閣的枢密院顧問官兼掌璽大臣，但為表示對定帝国特惠制和贸易保护主义关税法案的抗議而選擇辭職；因他始終是忠誠的貿易自由主義者，斯诺登曾说到；“从来就比没有宣揚“科布登主义已死”更大的謬誤，因爲……科布登主义从未像现在这样在全世界的範圍内活跃着。如今，科布登主義的思想正對抗著那種自私的民族主义，它正打破各种形式的贸易限制。而這種“擊破”甚至被那些无法摆脱这些桎梏的人所认可。” 
他在從政壇退休后開始撰寫自传；在書中对前任首相麦克唐纳有激烈言詞的抨击。在1935年英國大選期間，斯诺登聲明將支持勞合·乔治提出的凯恩斯主义经济计划，雖然它再一次否定斯诺登自己以往主張的古典自由主义財政政策。斯诺登声称，他正嘗試回归长期以來所坚持的经济观点（即社會主義），但这些“观点”在1931年英國金本位危机中以「暫時不宜」爲由未能發表。

### 逝世
1937年5月15日，菲利普·斯诺登子爵在萨里郡蒂尔福德的家中因心脏病发作去世，享年72岁。他的遺體在沃金火葬场火化后，其骨灰被撒在伊科恩肖附近的考林荒地。其遗孀将他的藏书捐贈給基斯利公立图书馆，并于1938年在伊克恩肖沼泽地（Eckornshaw Moor）竖起一座石冢墓碑以作纪念。他的妻子艾德·斯諾登則于1951年2月離世，享年69岁。

## 評價

### 凱恩斯主義支持者
凯恩斯主义經濟學支持者罗伯特·斯基德尔斯基（Robert Skidelsky）指责斯诺登和和麦克唐纳被他们所謂的“经济哲学”所蒙蔽；因爲他们在經濟政策方面要求平衡预算、推行健全货币、維持金本位和自由贸易，但秉持扩张性经济政策的凯恩斯主义者卻认为“这对经济和人民造成的危害更大”。

### 歷史學家
然而随着1968年凯恩斯主义衰落，历史学家對斯诺登的评价逐漸偏向正面；如罗斯·麦基宾就认为，在1929-1931年作爲執政黨的工党政府并沒有多少應對經濟大蕭條的回旋余地，但它的表现仍比預料中做的不錯；且如果對比同時期的很多國家，工黨時期應對英国经济危機確實处理的要好。故大萧条其實對英国造成的影響，相對來説其實沒有那麽嚴重。